# 村上祐子の情報ラジオピア
村上祐子の情報ラジオピア（むらかみゆうこのじょうほうラジオピア）とは、KBS京都ラジオで1999年10月4日から2003年3月27日まで毎週月曜日から木曜日の16:00 - 17:50に放送されていたラジオ番組で16:45 - 17:00までの15分間はTBSラジオ制作のトヨタ・ミュージック・ネットワークが放送されていた。

## パーソナリティー
- 村上祐子

## レポーター
- 笑福亭達瓶
  - 達瓶のテレポート
  - 達瓶のアフター5

などのコーナーで、京都市内をラジタンの画かれた真っ赤なハッピを着て
歩いて偶然見つけたお店や、リスナーからの情報のお店に飛び込み取材。
そして、そのお店から生放送を担当。

## コーナー
- 祐子の好奇心がいっぱい
- タクシードライバー情報
- かたつむり交通安全
- 交通情報
- 祐子の今が旬
- ヘッドラインニュース&株式
- 交通情報(ダイハツ親和会・アートネーチャー・ワールドホームなどが提供)
- 伝言板
- 都のトレンディー情報
- 海の気象ニュース(関西電力提供)
- リクエスト

他